# Р-5 (самолёт)
Р-5 «разведчик пятый» — советский многоцелевой одномоторный самолёт-биплан 1930-х годов.
Один из самых массовых самолётов-бипланов 1930-х годов в СССР: более 1 000 машин эксплуатировалось в ГВФ как почтовые и грузо-пассажирские. Более 5 000 самолётов находилось на вооружении РККА, где Р-5 использовался как разведчик, лёгкий бомбардировщик и штурмовик до начала 1940-х годов.

## История создания
Самолёт Р-5 создавался во второй половине 20-х годов двадцатого века, в отделе «Опытного сухопутного самолетостроения» ЦКБ ВСНХ при московском Государственном авиационном заводе № 1 (ГАЗ-1), главный конструктор ОСС — Н. Н. Поликарпов, шеф-пилот (1927 г.) — М. М. Громов. В 1927 году на опытном производстве велась постройка второго экземпляра самолёта Р-5 с мотором BMW IV.
В октябре 1928 года на лётные испытания поступил экземпляр Р-5 с мотором BMW VI. Этот самолёт и стал прототипом для крупносерийного производства.
Серийно выпускался ГАЗ-1 с 1930 по 1937 годы. Часть сборочных комплектующих поставлялось заводом ГАЗ-5.

## Применение
В сентябре 1930 года звено Р-5 успешно выполнило перелёт в 10 500 км по маршруту Москва — Анкара — Тбилиси — Тегеран — Термез — Кабул — Ташкент — Оренбург — Москва. После этого Р-5 занял первое место на международном конкурсе разведывательных самолётов для иранской авиации, который проводило правительство Ирана, опередив самолёты Англии, Франции и Голландии.
В 1933—1934 годах три Р-5 участвовали в спасении экипажа затонувшего в районе Чукотки ледокольного парохода «Челюскин». Именно на самолётах Р-5 была вывезена основная масса людей, 83 человека из 104-х. Лётчики: Василий Молоков, Николай Каманин и Михаил Водопьянов стали первыми героями Советского Союза (всего этого звания было удостоено 7 человек).
Авиационные подразделения на Р-5 принимали участие во всех вооружённых операциях и конфликтах СССР 1930-х и начала 1940-х годов.
На фронтах Великой Отечественной войны Р-5 эксплуатировался в качестве связного и лёгкого транспортного самолета до 1944 года.
Поставлялся в Республиканскую Испанию, Иран, Турцию и Монголию. В ВВС республиканской Испании получил наименование «Rasante» — «Бреющий (полёт)», но применялся без особого успеха, из-за низкой скорости.
Рациональная конструкция с большим запасом прочности обеспечила самолёту сравнительно длительную жизнь — вплоть до конца 1940-х годов он использовался в геологии, картографии, как курьерский и санитарный самолёт.
Почта СССР в 1977 году выпустила почтовую марку с изображением самолёта Р-5.

## Конструкция
При написании раздела использовалась информация из следующей литературы:
- «Техническое описание самолёта Р-5». Введено в действие Приказом № 332 по ВВС РККА от 20 ноября 1931 года зам. начальника ВВС РККА Наумовым.
- «Самолёт Р-5». Учебник для лётных школ ВВС РККА. Автор — капитан Д. Лабзин. Военное издательство НКО СССР, Москва — 1937 год.

### Общие сведения
По назначению самолёт Р-5 — это армейский сухопутный разведчик, лёгкий бомбардировщик и учебно-тренировочная машина. Оборудование позволяет выполнять полёты как днём, так и ночью.
По конструкции — двухместный полутораплан смешанной деревянно-металлической конструкции. Из дерева изготовлены: фюзеляж, крылья с элеронами и хвостовое оперение; металлические — моторная установка, шасси и костыль.
Крылья прямоугольной формы, с закруглёнными эллиптическими концами, посредством пары стоек N-образной формы и лент-расчалок связаны в коробки; в сборе несущие плоскости образуют поперечное «V». Верхние плоскости по отношению к нижним больше и вынесены вперёд.
Стабилизатор управляемый, при помощи лент-расчалок он связан сверху с килем, а снизу — с хвостовой стойкой фюзеляжа.
Подкосы шасси имеют спереди М-образную, а с боков V-образную форму и соединяются шарнирно с фюзеляжем. Амортизация колёс шасси — из резиновых пластин. Колёса — тормозные.
Костыль самолёта имеет шнуровую резиновую амортизацию и будучи связан с рулём поворота, является управляемым.
Экипаж размещается в двух открытых кабинах, передняя — для лётчика, задняя — для наблюдателя. Управление самолётом двойное и может осуществляться как из кабины лётчика, так и из кабины наблюдателя.
Вся передняя часть фюзеляжа закрыта капотами и обтекателями. Мотор крепится к ферменной мотораме. Моторама крепится к первой раме фюзеляжа. Мотор рядный поршневой, на опытном экземпляре был БМВ-VI в 500/680 л. с., в серии — советские версии того же двигателя, М-17/М-17б в 500/680 л. с., а с 1934 г. — М-17ф в 500/730 л. с.
Вооружение состоит из двух пулемётных установок — для стрельбы через винт и с турели, а также бомбодержателей под фюзеляжем и нижними крыльями. Спереди пулемёт ПВ-1 с синхронизатором, сзади — турель Тур-8бис и два пулемёта «Льюис» со шкворнем или ДА-1

### Фюзеляж
Фюзеляж самолёта — прямоугольного сечения с округлённой верхней стороной фюзеляжа за задней кабиной (в описании скругление названо «коком»). Каркас представляет собой ферменную конструкцию из четырёх лонжеронов и 12 рам; кроме того, в местах значительных нагрузок установлены стойки, подкосы, распорки и расчалки.
Рамы на самолёте были двух типов: собранные из отдельных сосновых брусков и рамы, вырезанные из склеенных меж собой листов фанеры. Лонжероны изготовлены из прямоугольных сосновых брусков с фрезеровкой. 
Снаружи почти весь фюзеляж обшит берёзовой фанерой сорта «А», подкреплённой с внутренней стороны продольными и поперечными стрингерами. Толщина листов обшивки разная сообразно нагрузке в различных сечениях фюзеляжа: 3,0 мм, 2,5 мм и 2.0 мм. Листы фанерной обшивки крепятся встык, шов усилен фанерной подкладкой и снаружи оклеен полотняной лентой. В передней части фюзеляжа сверху и снизу обшивка из дюралевых листов.
Весь остов фюзеляжа вместе с обшивкой скрепляется при сборке шурупами, гвоздями и казеиновым клеем, в наиболее ответственных местах — металлическими узлами.
К первой раме крепится моторная установка. Между рамой № 1 и первой стойкой (поперечной фермой) сделан отсек под два главных бензобака. Между рамой № 2 и рамой № 4 сделан отсек под кабину пилота. Между рамой № 4 и рамой № 6 сделан отсек под кабину наблюдателя.
Между моторной установкой и отсеком бензобаков на раме № 1 установлена противопожарная перегородка из дюралевого листа.
Пол в кабине лётчика, как и в кабине наблюдателя, расположен на 120 мм ниже продольной оси фюзеляжа и состоит из сосновых брусков, на которые уложен настил из 5-мм 
фанеры. 
Для присоединения к фюзеляжу шасси, моторной фермы, центроплана, коробки крыльев и хвостового оперения на фюзеляже установлены специальные узлы крепления — «башмаки». Эти узлы крепления изготовлены из листовой стали и сварены или склёпаны в узловую коробку с ушками крепления той или иной части самолёта. Деревянные детали фюзеляжа в местах установки башмаков оклеиваются суровым полотном.

### Моторная установка
Мотор смонтирован впереди фюзеляжа на специальной ферме, которая крепится к первой раме фюзеляжа в пяти точках 9 болтами. 
Ферма состоит из двух подмоторных дюралевых коробчатых брусьев, соединённых дугообразной клёпаной рамой из дюралевых профилей, и из 12 стальных и дюралюминиевых стержней-труб с регулировочными наконечниками. Верхние подкосы для удобства монтажа мотора регулируемые по длине. 
Мотор крепится к подмоторным брусьям 8 болтами ø=14 мм через резиновые прокладки 10 мм. Ось винта совпадает с осью фюзеляжа.   
Моторная установка вместе с мотором закрыта капотом. Капот состоит из каркаса из 4-х дюралевых дужек, и дюралевых щитков обшивки — двух боковых, трёх верхних, нижнего и переднего. Щитки для обеспечения доступа к мотору сделаны откидными и навешены на шомполах или петлях.
Управление мотором сводится к управлению газом, высотным корректором и опережением зажигания. На некоторых самолётах опережение зажигания менялось автоматически, для чего устанавливалось магнето «Сцинтилло». 

### Винтомоторная группа
Мотор типа М-17 (М-17б, М-17ф) или импортный BMW-6 — это 12-и цилиндровый четырехтактный V-образный мотор с развалом цилиндров 60° и водяным охлаждением. Запуск мотора — от воздушной системы самопуска. Сжатый воздух хранится в баллоне высокого давления ёмкостью 6 литров, смонтированного в кабине пилота. При давлении заряда 150 атм ёмкости баллона хватает на 15-18 запусков. Для запуска мотора в условиях стационарного аэродрома предусмотрен штуцер наземного запуска, также можно запускать мотор, прокручивая воздушный винт автостартёром через храповую втулку винта.
Данные по мотору М-17 (М-17б):
- обороты нормальные — 1445 об/мин
- обороты максимальные — 1600 об/мин
- степень сжатия — 6
- высотность мотора — 2450 м
- мощность номинальная — 500 л.с.
- мощность максимальная — 680 л.с.
- топливо — грозненский бензин в смеси с бензолом в соотношении 1/1
- масло моторное — минеральное АСС (всесезонно)
- расход топлива — 225 гр на л.с. в час
- расход масла — максимально 15 гр на л.с. в час

воздушный винт тянущий, двухлопастной фиксированного шага, деревянный с латунной оковкой. ТТХ в/винта: 
- - диаметр — 3,35 м
  - шаг — 2,45 м

Агрегаты мотора:
- - карбюратор «Зенит 60ДС» или К-17
  - магнето
  - свечи зажигания типа СН-12Д, СН-12ДА (с автоматом опережения), СС5А, импортные Бош-130/1
  - водяная помпа

Заправочные ёмкости:
- ёмкость маслобака — 70 литров
- ёмкость системы охлаждения — 60 литров
- вес мотора сухой (мотор М-17 сер. Ж) — 546 кг

Маслосистема мотора предназначена для смазки трущихся деталей при работе мотора и выполнена замкнутой под давлением. Маслобак ёмкостью 70 литров изготовлен из листового железа толщиной 0,6 мм и установлен с передней стороны рамы № 1 на горизонтальных тягах крепления моторной фермы.
Система охлаждения мотора водяная, с принудительной циркуляцией жидкости. Для охлаждения воды служит сотовый радиатор с латунными трубками типа «Андре». Ёмкость радиатора — 24 литра, с пропускной способностью 285-300 литров в минуту при напоре 2,5 м вод. ст. Радиатор монтируется в ферменном каркасе, который с помощью подъёмника может пилотом опускаться вниз относительно капота, что увеличивает или уменьшает объем продуваемого объёма радиатора и позволяет регулировать таким образом температуру ОЖ. Управление работой подъемника радиатора из кабины пилота посредством зубчато-цепной передачи (цепь Галля). На передней стороне переднего лонжерона центроплана смонтирован расширительный бачок системы охлаждения.

### Несущие поверхности
Представляют собой полуторопланную коробку крыльев, состоящую из:
- правого и левого верхних крыльев
- правого и левого нижних крыльев
- центроплана с дугообразным вырезом, расположенного между верхними крыльями
- по одной N-стойке в каждой коробке крыльев
- двух пар стоек центроплана
- пяти пар лент коробки крыльев
- четырёх пар лент центроплана

Концы крыльев приподняты, образуя поперечное V +2°, что обеспечивает самолёту естественную устойчивость в полёте по крену. 
Вынос крыла нужен для уменьшения их взаимного влияния, а также для исключения затенения верхнего полукрыла нижним полукрылом при самовращении самолёта. Вынос верхних крыльев по отношению к нижним по передним кромкам составляет 550 мм. 
Так как при правом вращении воздушного винта самолёт в полёте кренится влево, то установочные углы крыльев разные, для компенсации реактивного момента вращающегося винта:
- верхних у центроплана — 1° 30′
- левого верхнего у стойки — 1°
- правого верхнего у стойки — 0° 45′
- левого нижнего у стойки — 1°
- правого нижнего у стойки — 0° 45′
- нижних у фюзеляжа — 1° 30′

Элероны разрезные с осевой компенсацией, установлены только на верхнем крыле. Так как крыло с опущенным элероном имеет большее сопротивление, чем крыло с поднятым элероном, то углы дифференциального отклонения элеронов выбраны разные: вверх — 28°, вниз — 12°30′
Конструкция крыльев.
Профили крыльев — № 50 СС ЦКБ, 10%-ной толщины, с прямой нижней стороной. Крыло имеет в плане прямоугольную форму с закруглёнными концами, верхнее — с вырезом в задней части под элерон. Весь каркас крыла деревянный, и набран из лонжеронов, нервюр, стрингеров и усилен расчалками. По конструкции каркас крыла самолётов разных годов выпуска несколько отличается.
Обшивка крыла из полотна, которое пришивается шпагатом к нервюрам, с последующей заклейкой шва лентой. Полотно затем покрывается двумя слоями аэролака: первый слой бесцветный, а второй — цветной.  
Стойки коробки крыльев — дюралюминиевые трубы каплевидного сечения с регулируемыми вильчатыми наконечниками. Расчалки— профилированные ленты с наконечниками, несущие — парные (диаметром 12 мм), обратные—одиночные (диаметром 11 мм), под центропланом — диаметром 10 и 7 мм.

### Хвостовое оперение
Киль и переставной стабилизатор. 
Цельный переставной стабилизатор используется в полёте для разгрузки ручки управления на разных режимах полёта (то есть как триммер). Угол перестановки стабилизатора от строительной оси самолёта: вверх — не менее 3° 50′, вниз не менее 2° 40′. Размах стабилизатора — 4,09 м
Руль высоты состоит из двух симметричных половин с аэродинамическим компенсатором усилий. Полные углы отклонения руля высоты выбраны исходя из двух условий:
- отклонение руля высоты вверх должно быть достаточным для посадки самолёта на три точки
- отклонение вниз должно обеспечивать своевременный вывод самолёта из штопора

Углы отклонения руля высоты: вверх — 22±2°, вниз — 19±2°.
Киль в форме трапеции, по передней кромке смещён влево на 25 мм от строительной оси самолёта. Смещение киля объясняется тем, что при различных установочных углах полукоробок крыльев разность сопротивлений дают разворачивающий самолёт момент влево, который и компенсируется смещением киля. Однако при планировании на посадке, когда мотор работает на малом газе, лётчику из-за смещенного киля необходимо компенсировать рулём направления разворачивающий момент вправо. 
Руль поворота с компенсатором усилий выполнен в форме неполного эллипса с вырезом в месте подвеса к лонжерону киля и хвостовой стойке фюзеляжа.

### Система управления полётом
Управление на самолёте двойное, и позволяет управлять всеми рулями как из передней, так и из задней кабины. В качестве органов управления установлены ручки продольно-поперечного управления и педали. Связь между постами управления выполнена тросами и трубчатыми тягами, передача усилий на рули — тросовая на шкивах. Управление подъёмником стабилизатора — механическое, установлено только в кабине пилота.

### Противопожарное оборудование
Баллон высокого давления (250 атм) с углекислотой и баллон с жидким четырёххлористым углеродом. При открытии вентиля баллона с углекислотой последняя под давлением поступает в баллон с четырёххлористым углеродом и вступает в химическую реакцию. Полученная смесь вытесняется по трубопроводу в моторный отсек, где распыляется форсунками.

### Шасси
Шасси двухстоечное колёсное, с хвостовым управляемым костылём, М-образной схемы с резиновой пластинчатой амортизацией. Колёса — первоначально спицевые, с 1933 г. — дисковые тормозные, c пневматиками «Palladium» размером 900×200 мм.
Тормоза колёс барабанные колодочные с гидроприводом, правые и левые — не взаимозаменяемые. Для затормаживания колёс лётчик качал ручной поршневой насос в кабине. Растормаживание колёс производилось путём поворота ручки насоса вправо на угол 35-40°. Для раздельного торможения колёс на механизме педалей путевого управления был установлен золотниковый клапан, который распределял давление жидкости на колёса в зависимости от положения педалей, и таким образом позволял облегчить разворот самолёта в ту или другую сторону при рулёжке.
В зимнее время колёса с шасси снимались, и на полуоси ставились две деревянные лыжи длиной 2,8 м и шириной 0.48 м. Правильное положение каждой лыжи поддерживается тремя амортизационными шнурами. На хвостовой костыль устанавливали подкостыльную лыжу овальной формы длиной 660 мм и шириной 290 мм.

### Топливная система
Два главных бензобака (передний и задний) перед передней кабиной и два дополнительных бензобака в центроплане крыла. Все баки изготовлены из листового оцинкованного железа толщиной 0,8 мм. Главные бензобаки по конструкции одинаковые, ёмкость одного 225 литров. Добавочные баки в центроплане — правый и левый, ёмкость одного бака 155 литров. Для запуска мотора имелся заливной бачок ёмкостью 5 (затем 2,5) литров. 
Топливо из верхних баков поступает самотёком. Для подачи топлива в мотор из главных баков на самолёте стояли две бензопомпы типа «АМ» с механическим приводом от мотора, или одна бензопомпа 18ПБ-1. В топливной системе были предусмотрены трёхходовые бензокраны, что позволяло питать мотор горючим из любого бензобака на выбор лётчика. 

### Приборное оборудование
Манометр бензиновый, манометр масляный, термометр воды, термометр масла, счётчик оборотов, бензиномер поплавковый (2 шт.), указатель скорости, указатель высоты, путевой компас АЛ-1, часы, уклономер продольный, ветрочёт, курсодержатель.
Для фоторазведки применялся фотоаппарат «Потте-1Б», затем отечественный АФА-1Б.
Кислородное оборудование: кислородный прибор «Девис».

### Электро и радиооборудование
Динамо-машина, аккумулятор, сухая батарея, радиоприёмник, радиопередатчик, тросовая выпускная антенна с грузом и антенна, смонтированная на самолёте.
В качестве источников электроэнергии применялась динамо-машинка на нижнем левом крыле с двухлопастным деревянным винтом, который крутил вал машины от воздушного потока в полёте, и свинцово-кислотный аккумулятор. Для автоматического подключения динамо к сети, когда вырабатываемое ею напряжение становилось более напряжения батареи, служило минимальное реле (реле-регулятор). Простейшая централизованная электросеть, смонтированная на самолёте, обеспечивала местное освещение кабин, электрообогрев одежды экипажа, работу навигационных (двух бортовых и хвостового) огней, двух посадочных фар, радиостанции ВОЗ-111 (затем 14-С-1 или 14-СК).
Приёмо-передатчик радиостанции был смонтирован в кабине наблюдателя. Батареи анода и накала размещены в ящике впереди кабины лётчика с правой стороны.
Радиоустановка имела две антенны: мягкую в виде медного тросика, которая выпускалась за борт вниз через эбонитовую трубку в поток посредством лебёдки, и тросовую антенну, натянутую между тремя мачтами на концах верхних крыльев и на центроплане.
Переговорный прибор экипажа состоял из 4-х резиновых шлангов (два рупора и два наушника), присоединяющихся к латунным трубкам, укреплённым у 4-й рамы.

### Вооружение
Спереди — один пулемёт ПВ-1 с синхронизатором Пул-9, позволяющим стрелять через вращающийся винт. Для прицеливания у лётчика стоял кольцевой прицел КП-1 и оптический прицел «Альдис». Ёмкость патронного ящика — 500 патронов.
Для обороны у наблюдателя монтировалась турель Тур-6 с двумя пулемётами «Льюис» или ДА, и 10 запасными магазинами в ящиках. Впоследствии могли монтировать пулемёты ШКАС.
Бомбовое вооружение состояло из фюзеляжной и подкрыльевой подвески, для чего под фюзеляжем монтировался комплект бомбодержателей из двух балок «Дер-6», а под нижним крылом — восемь балок «Дер-7». Бомбосбрасыватель механический с тросовым приводом — СБР-8. Бомбоприцел — «ГЕРЦ-110».  
Нормальная бомбовая нагрузка самолёта — 300 кг.

## Особенности лётной и технической эксплуатации
Самолёт Р-5 позволяет выполнять все фигуры сложного пилотажа.
Масса конструкции серийного самолёта Р-5 зависела от года постройки. Так, на самолётах первых годов выпуска вес пустого самолёта с водой в системе охлаждения и маслом в картере — 1939 кг, масса пустого самолёта с несъёмным оборудованием — 2108 кг, полётная масса как армейского разведчика — 2901 кг, как лёгкого бомбардировщика — 3151-3351 кг, предельная масса — 3800 кг.
При взлётном весе около 2900 кг для разбега необходимо 200-300 метров, и отрыв происходит на скорости 100-110 км/ч. При взлете с максимальным весом для разбега необходимо 300-400 метров и отрыв производится на скорости 115-125 км/ч. После взлёта необходимо выдержать «площадку» для разгона самолёта в зоне влияния земли на 20-25 км/ч более скорости отрыва. Набор высоты при учебных полётах производится на скорости 125 км/ч. Планирование выполняется на скорости 130 км/ч. Посадочная скорость — 95 км/ч. Пробег — 250 метров.
Предельная скорость пикирования — 250 км/ч. Максимально допустимая скорость при выводе из пикирования — 280 км/ч. Предельный угол пикирования — 75°.
Самолёт неохотно входит в штопор при нормальной центровке, но устойчиво парашютирует на скорости 70-80 км/ч. При преднамеренном вводе в штопор и нормальной центровке самолёт легко выходит из штопора, с запаздыванием от 1/2 до 2 витков, в зависимости от центровки самолёта.
Центровка самолёта: пустого — 24,5 % САХ, в полёте в варианте разведчика — 33,7 % САХ, бомбардировщика — 33,5— 35,8 % САХ, по мере выработки бензина она могла доходить до 40 % САХ.
Работы по самолёту.
Предполётная подготовка самолёта Р-5 силами экипажа (два человека) занимала 20-30 мин. Послеполетная подготовка силами экипажа, включая оперативную заправку 200 литров горючего — 2 часа 30 мин.
Периодические работы по самолёту и мотору включали перечень обязательных работ каждые 6 календарных дней, регламентные работы по наработке мотора — каждые 5, 10, 20, 50, 100, 150 моточасов, и работы по переводу на сезонную эксплуатацию — дважды в год. 
Так как конструкция самолёта в основном деревянная, требования по содержанию, помимо всего прочего, сводились к тщательному уходу за конструкцией планера, содержания его в сухости и чистоте для предотвращения загнивания и поражения грибком деревянных деталей. Хранение самолёта разрешалось только в ангаре или палатке, открытое хранение в мирное время допускалось только в исключительных случаях. 
Транспортировка самолёта в разобранном виде осуществлялась железнодорожным транспортом в стандартном деревянном ящике с габаритами 9,06х2,24х3,00 м

## Модификации

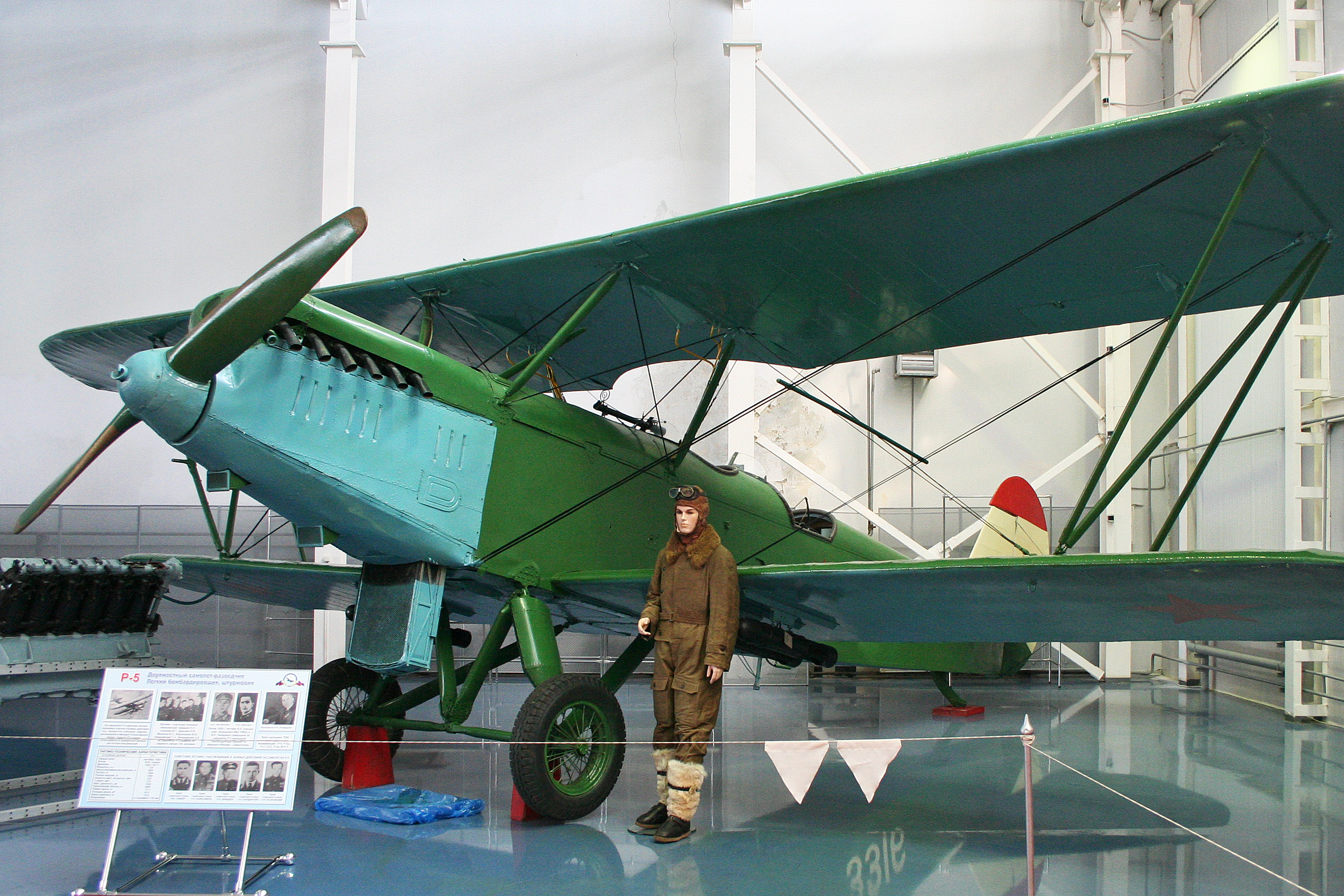
В экспозиции музея ВВС (Монино)

- Р-5Ш — штурмовик, вооружение 8х7,62-мм пулемётов ПВ-1 под нижним крылом, 500 кг бомб.
- Р-5а, Р-5 поплавковый, МР-5, самолёт № 10 — морской разведчик — с деревянными поплавками (конструкция поплавков — по типу авиалодки Ш-2, наружная поверхность была оклеена полотном на аэролаке). В самолёте был вдвое увеличен воздушный киль и сделано было устройство для запуска двигателя на воде — ручка в борту с приводом для проворачивания вала. Никаких Специальных усилений в конструкции не было. Масса пустого самолёта получилась на 389 кг больше, чем на колёсах. Для одномоторного поплавкового самолёта того времени его лётные качества были достаточно хороши.
- Р-5Т (торпедоносец) — отличался от Р-5 схемой шасси и увеличенным вертикальным оперением (как в поплавковом варианте). Конструктивную разработку выполнил В. В. Никитин, расчёты прочности — С. Н. Шишкин, вариант торпедоносца был принят в производство по предложению А. И. Гребенёва на государственном авиационном заводе № 1 в 1933 г. Самолёт предназначался для сбрасывания торпеды или большой бомбы, был одноместным, шасси было переделано так, чтобы освобождалась вся нижняя поверхность фюзеляжа. Самолёт строился серийно в количестве 50 экземпляров, сданных в 1935 г. Применялся в 1935—1938 гг. на Дальнем Востоке в морской авиации.
- АРК-5 — 3-местная «арктическая» модификация с закрытой кабиной, обогревом и подкрыльевыми контейнерами.
- П-5 — гражданский почтовый самолёт.
- Па-5 — модификация с двумя поплавками.

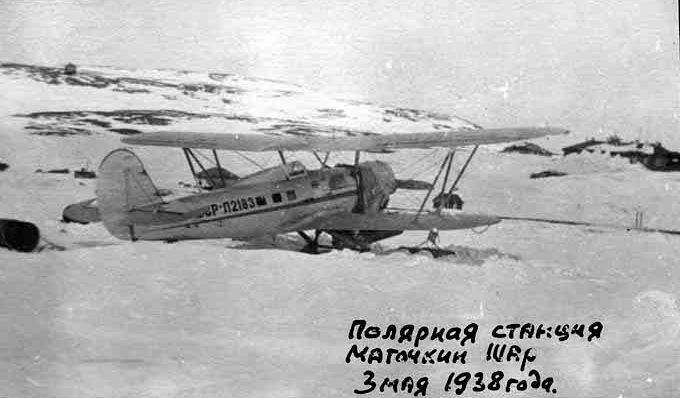
ПР-5 на полярной станции.

- ПР-5 на полярной станции.П-5Л — «лимузин» с двухместной пассажирской кабиной.
- ПР-5 — модификация 1934 года, пассажирский самолёт с деревянным монококовым фюзеляжем обтекаемой формы, предназначенная для перевозки 4 пассажиров. С 1936 года было выпущено 200 машин такой модификации.[7]
- Р-5д — «рекордная» модель для достижения максимальной дальности был снабжён наружными округлыми бензобаками снизу и с боков фюзеляжа.
- ССС — (скоростной, скороподъёмный, скорострельный) — модернизация с улучшением аэродинамики, установкой более мощного двигателя М-17-ф и более мощного вооружения. Вооружение: 2 ШКАС (ранние модели 1 ШКАС + 1 ПВ) в штурмовом варианте дополнительно устанавливали 4 ШКАС под нижним крылом. Скорость по сравнению с Р-5 возросла на 25-30 км/ч, а потолок — на 2000 м. Строился в большой серии до начала выпуска Р-Z.
- Р-5 с V-образным оперением (тип «бабочка», оперение Рудлицкого) — опытный — был в 2-х экземплярах — испытывался в 1935 с целью устранения «мёртвого сектора» задней турели. На втором экземпляре построенного по инициативе техника-изобретателя Филатова ОКУ государственного авиационного завода № 1 погиб лётчик-испытатель Гродзь и сам изобретатель — оперение полностью разрушилось в полёте.
- Р-5 (ЭД-1) — Р-5 с авиадизелем ЮМО-4 — экспериментальный с немецким дизелем ЮМО-4 в 600 л. с. Винт четырёхлопастный. Было выполнено более 200 полётов с целью исследования двигателя который предполагалось поставить на военный вариант самолёта РД.
- Р-5 с убираемым шасси (проект 1935 года) — шасси по типу ДИ-6, был построен макет, но самолёт уже явно устарел и разработку прекратили.
- Р-Z — вариант Р-5 с облегчением конструкции и установкой нового двигателя М-34Н (затем М-34НВ).

## Серийное производство
| Модель | Производитель | 1930 | 1931 | 1932 | 1933 | 1934 | 1935 | 1936 | 1937 | Всего |
| ------ | ------------- | ---- | ---- | ---- | ---- | ---- | ---- | ---- | ---- | ----- |
| Р-5    | № 1 (Москва)  | 30   | 336  | 884  | 1553 | 1396 | 450  |      |      | 4649  |
| МР-5   | № 1 (Москва)  |      |      |      |      | 60   |      |      |      | 60    |
| Р-5Ш   | № 1 (Москва)  |      |      |      | 19   | 246  |      |      |      | 265   |
| Р-5Т   | № 1 (Москва)  |      |      |      |      | 1    | 50   |      |      | 51    |
| Р-5ССС | № 1 (Москва)  |      |      |      |      |      | 221  | 129  | 270  | 620   |
| Р-Зет  | № 1 (Москва)  |      |      |      |      |      | 11   | 885  | 135  | 1031  |
| Всего  | Всего         | 30   | 336  | 884  | 1572 | 1703 | 732  | 1014 | 405  | 6676  |

## Боевое применение

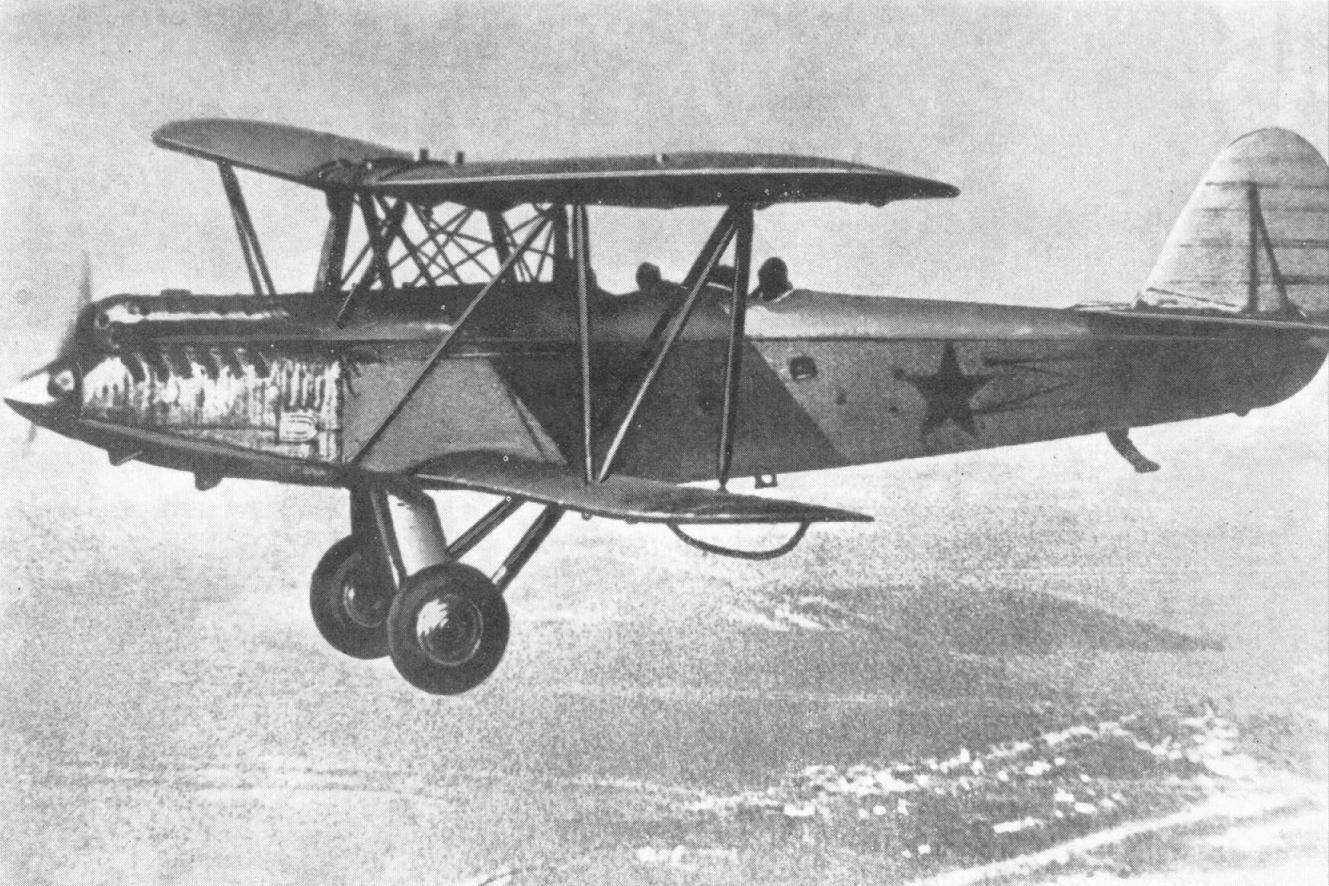

- 1933 — Китай, Туркестан: самолёт связи, штурмовик, бомбардировщик.
- 1936 — Гражданская война в Испании: самолёт связи, штурмовик, бомбардировщик.
- 1939 — Бои на Халхин-Голе: самолёт-разведчик, штурмовик, ночной бомбардировщик.
- 1939 — Советско-финская война (1939-1940): корректировщик, самолёт-разведчик.
- 1941 — Великая Отечественная война: использовался в качестве разведчика и ночного бомбардировщика.

## ЛТХ
Технические характеристики
- Экипаж: 2 чел.
- Длина: 10,56 м
- Размах крыла: 15,50 / 12,0 м
- Высота: 3,60 м (в линии полёта по килю)
- Площадь крыла: 50,2 м²
- Масса пустого: 1939 кг (2108 кг с изменённым шасси)
- Масса снаряжённого: 2955 кг (разведчик)
3347 (бомбардировщик)
- Нормальная взлётная масса: 2805 кг
- Силовая установка: 1 × ПД М-17
- Мощность двигателей: 1 × 500 л. с.

Лётные характеристики
- Максимальная скорость: 244 км/ч
- Крейсерская скорость: 210 км/ч
- Практическая дальность: 800 км
- Практический потолок: 6100 м
- Скороподъёмность: 295 м/мин

Вооружение
- Стрелково-пушечное: 1 х 7,62 мм ПВ-1, 2 х 7,62 мм ДА
- Точки подвески: Подфюзеляжные 2 х ДЕР-6 или ДЕР-13, Крыльевые 8 х ДЕР-7
- Бомбы: 500 кг

## Сохранившиеся экземпляры
Сохранился один экземпляр этой машины, который находится в музее ВВС (Монино).